# 张健 (1919年)
张健（1919年10月—2011年6月6日），安徽省肥东县人，中华人民共和国政治人物。张劲夫胞弟。 

## 生平

### 第一次国共内战时期
1935年11月在上海山海工学团加入中国共产党，并担任党团干事、党支部书记。1936年12月在上海沪西区国难教育社任工人工作委员会委员、党团干事。

### 抗日战争时期
抗日战争爆发后，由中共派遣到国民党66军战地服务团，任第一大队队长、战地特支委员。1938年1月起任武昌区委工人特别支队干事、湖北大冶石灰窑矿区党委宣传部部长。1938年9月到延安中央党校马列学院学习。1940年起任绥德分区教育科督学、清涧县教育科科长。1941年2月起先后担任延安马列学院宣传研究室、中央教育院研究室、陕甘宁边区政府研究室主任、研究员等职。

### 第二次国共内战时期
张健被派往东北工作，1946年1月任辽西民主学院教育主任，同年12月任合江省教育厅学校教育科科长，1949年1月任东北人民政府教育部国民教育处副处长。

### 中华人民共和国时期
1949年后，在高教部/教育部先后担任初等教育司副处长，办公厅统计研究室研究员、主任，计划司副司长，办公厅研究室研究员、主任等职。
“文革”初起时，张健在高教部部长蒋南翔已被“揪出”（抛出）“打倒”的情况下仍然坚称“南翔同志”，即使身遭“批斗”毒打，始终绝不改变立场或隐瞒观点。
“文革”中，于1975年5月恢复工作，担任北京市劳动局革委会副主任、党组副组长。
“文革”后，于1977年10月调任清华大学党委副书记、副校长。1979年3月任教育部副部长、党组成员、中国教育学会副会长。1983年2月任中央教育科研所负责人、党组书记兼学术委员会主任。1985年3月任中国教育学会常务副会长、全国教育规划领导小组副组长。第七届全国政协委员。据罗征启回忆，张健在清华和教育部工作时仍一秉敢言作风，有“大炮”之誉。
2011年6月6日4时15分在北京逝世，享年92岁。